# イーラジ・ミールザー
イーラジ・ミールザー（ペルシア語: ایرج میرزا / Īraj Mīrzā, 1874年10月 - 1926年3月14日）は、イランの詩人。ペルシア文学史における古典派の最後、近代派の最初の詩人に位置付けられる。

## 経歴

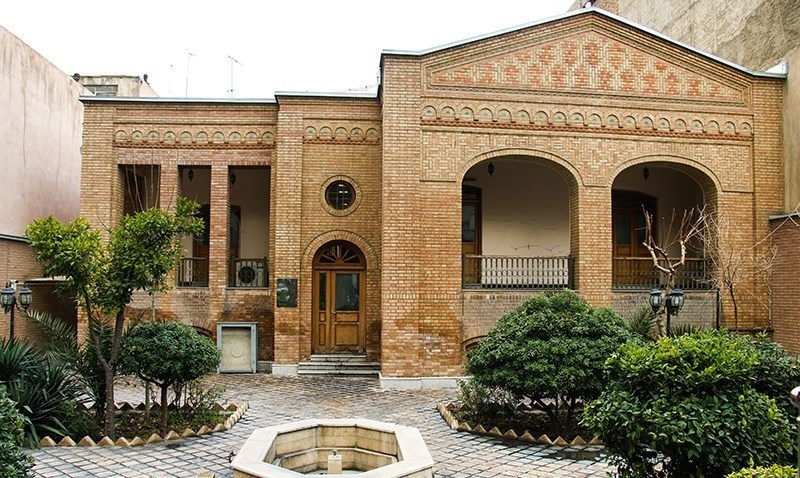
イーラジ・ミールザーの生家。

1874年、タブリーズの出身。ガージャール朝のファトフ・アリー・シャーの流れを汲む名門の家系に生まれる。
タブリーズのダーロル・フォヌーンで学び、ペルシア文学に通じたほか、早くから詩作の才能の萌芽を見せたことからアーザルバーイジャーン知事のアミール・ニザーミー・ガルシ(Amir Neẓām Garrusi)の知遇を得て、彼の息子と共に科学や外国語を学習。アラビア語やフランス語に熟達し、トルコ語、ロシア語に通じたほか、近代西洋文学も学んだ。この外国語の能力は後の詩作にも発揮されている。16歳で結婚するが、3年後の19歳の時に妻と父を亡くした。
父の死後、その地位を受け継ぎ若くして宮廷詩人として王朝に仕えるが、その後官吏に転じ、ケルマーンシャーでの税関吏を皮切りに、アーザルバーイジャーン、イスファハーン、ホラーサーンなど各地を転任。ホラーサーンに赴任した際、当時の著名な詩人であったアディブ・ニサーブリ(Adīb Nīšāburī)と出会い、この時期に才能が開花。同所で過ごした5年間に詩人としての最盛期を迎えた。

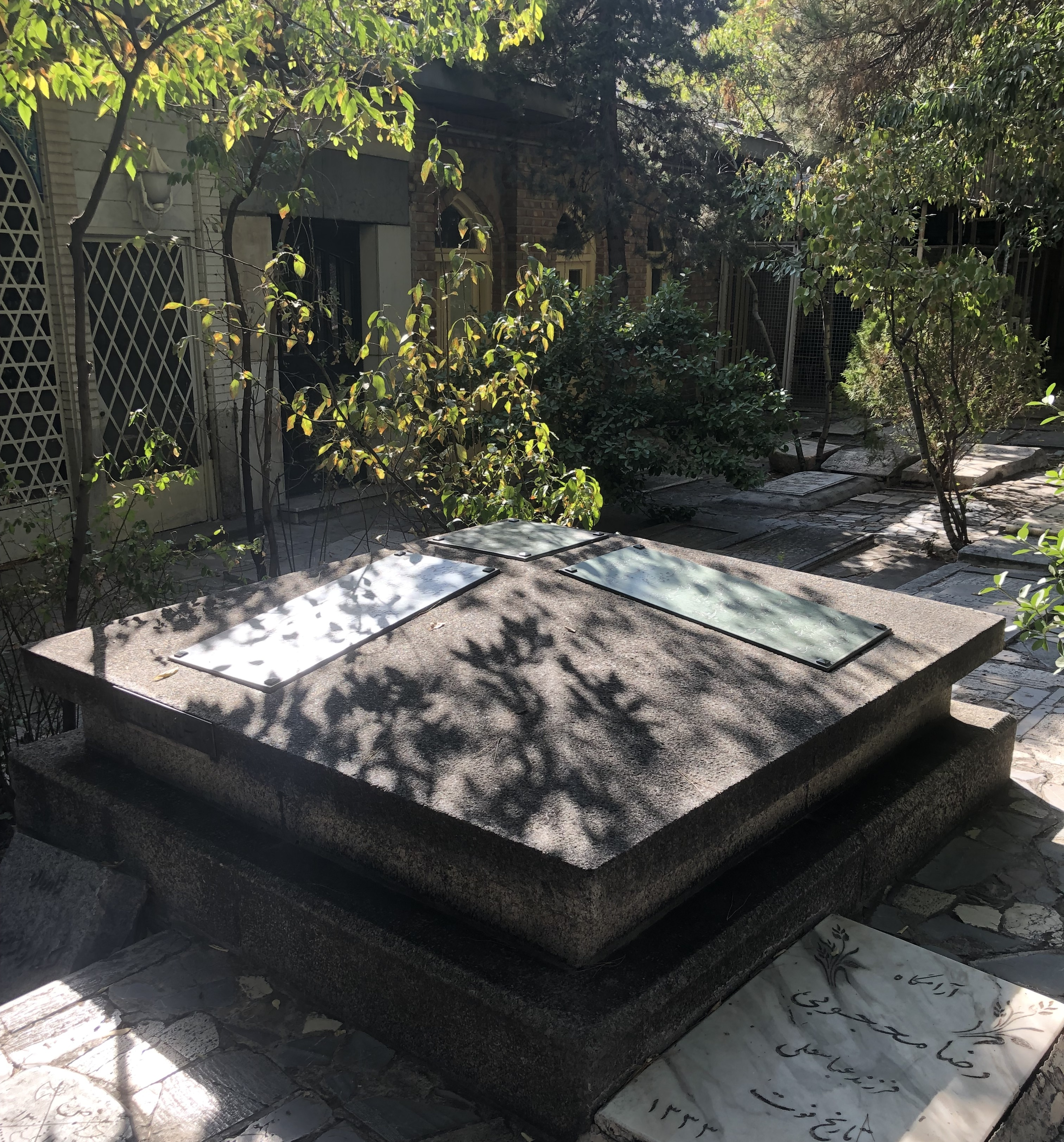
ザヒーロッドウレ墓地にある墓所。

しかし2年後の1926年3月に心臓発作のため死去。シャミランのザヒーロッドウレ墓地に埋葬された。晩年は隠遁し、失意のうちに過ごしたとされる。墓には自身の詠んだ詩が刻まれている。その死を悼んで、当代一流の歌手であったカマル・アル・モルク・ワジリの歌唱による追悼歌が贈られた。

## 作風
平易、流麗、簡素なスタイルで作詩した最初の詩人とされる。俗語も取り入れながら、それでいて優雅で力強く、後のペルシャの詩人にも大きな影響を与えた。
イランの政治や社会への風刺、宗教指導者の偽善を暴露、ヒジャブ着用反対など女性の解放、児童教育の必要性を訴える一方、母性の偉大さを讃えている。
作風にはアディブ・ニサーブリやアミール・ニザーミー・ガルシのほか、アブ・ル・カーセム・カーエム・マカム・ファラーハーニ(Abu'l-Qāsem Qā'em Maqām Farāhāni)からの影響が見られる。

## 代表作
『イーラジ・ミールザー詩集』には約5000句が収められており、以下の詩はこれに所収されている。
- 「アーレフの書」(Āref-nāme, 1920)

カーエム・マカームの文体に倣って書かれた叙事詩。当時の詩人であるアーレフを風刺しながら社会・政治問題を詠んでおり、最も知られた作品となっている。
- 「ベールの書」(Hijāb-nāme)
- 「母の書」(Madar-nāme)

女性解放、母性愛をテーマとしている。特に「母の書」は名作とされる。
- 「文学の革命」(Enqelāb-e adabi)

文学改革の必要性を説く。

## 背景
イーラジが活動した時代は、19世紀のナーセロッディーン・シャーの治世末期まで厚遇されてきた宮廷詩人が、19世紀末にイラン立憲革命の波が高まる中で没落し、これに代わり専制政治の打破や社会の改革、愛国心などを同胞に強く訴える詩人たちが隆盛を迎えていた。詩の発表媒体も、従来の狭い宮廷の文学サロンに代わって、立憲革命後に検閲の廃止により発行が自由化された新聞や雑誌が大きな役割を果たすようになった。この結果、ペルシャの詩は一部の貴族階級のためのものから一般民衆のためのものへ変容し、伝統的にこよなく詩を愛好するイラン国民に対して、散文に劣らず詩が国民の覚醒や鼓舞を促す大きな影響を与えることとなった。この時代を境にペルシャ詩人の性格や詩の内容は大きく変化し、ペルシャ詩は新しい時代を迎えることとなった。イーラジはこの潮流の一人に位置付けられる。